# 砂之行星
〈砂之行星〉（日语：砂の惑星）是日本创作歌手米津玄師创作的歌曲。歌曲的音乐视频于2017年7月21日在Niconico动漫和YouTube平台上发布。截至2023年10月27日，在Niconico动画的点击量已经超过1100万，在YouTube平台已经超过8000万。并且，歌曲也作为VOCALOID初音未来的相关活动“初音未来 魔法未来 2017 ”的主题曲，并收录在该活动纪念合辑。同年8月31日，此歌曲用「砂之行星 feat.初音未来」作为标题以线上数字单曲的形式发布。同年11月1日，米津玄师的第四张原创专辑《BOOTLEG》发行，该专辑中收录了此歌曲的本家翻唱版本。

## 背景
米津玄师在正式出道前，即2009年左右就开始以Hachi的名义使用VOCALOID语音引擎来制作歌曲。当时的米津玄师主要活跃在Niconico动漫上。米津玄师正式出道歌手后，他的活动自发行了歌曲〈甜甜圈洞〉之后便一直沉寂。2017年，米津玄师收到了为初音未来十周年纪念活动举办的「初音未来 魔法未来2017」制作主题曲的邀请，在考虑是否接受邀请的时候，米津玄师观看了在Niconico动画上发布的其它音乐视频。他发觉现在平台的气氛与他曾经发布音乐时明显不同（创作者和听者都在减少等等）。米津玄师将这样的现象描述为“沙漠”。而〈砂之行星〉便由此为灵感，成为米津玄师与上一首歌曲时隔约3年零9个月后首次发行的歌曲。此歌曲的原名和英译名取自弗兰克·赫伯特的同名小说沙丘。

## 音乐构成
〈砂之行星〉自始至终的节奏都是 95BPM(每分钟95拍)。与米津玄师以Hachi的名义积极创作音乐时的平均BPM相比，该作品的节奏较慢，并且与过往的曲风有些许不同。从现在的角度来看，它融合了在Niconico动漫创作歌曲不常见的风格，例如post- trap与hip-hop，并以快速押韵的声音为歌曲特征。歌词中将Niconico动画的用户减少等变化生动形象地描绘为“沙漠、沙之星球”，而新一代创作者则被描述为“吹散沙漠的风”。歌曲还融入了一些信息的短语，表示了新生代创作者与老一代交接接力棒的含义。在MV中出现了许多彩蛋，表示了对过去的多首著名Vocaloid歌曲的致敬。

## 音乐视频
〈砂之行星〉的音乐视频于2017年7月21日在YouTube和Niconico动画上发布。该视频是米津玄师多次合作的南方研究所制作的长篇动画。它描绘了初音未来与18个神秘蒙面人物一起走过荒凉的沙漠的情景。视频引起了观众们对内容含义的解读。例如视频中出现的蒙面人的数量与米津玄师在本作品之前以Hachi的名义发布的MV数量相匹配，并且在视频中脱离组合的两个蒙面人可能代表的是两首已经被本家翻唱的歌曲 等等。但米津玄师本人没有对此做出详细的解释。

## 评价

### 表现
〈砂之行星〉的音乐视频于2017年7月21日在Niconico动画和YouTube上发布。在Niconico动画上发布6天5小时19分钟后，视频的点击量突破了100万次，这对于Vocaloid原创作品来说是一项惊人的壮举。完全刷新了此前Mitchie M于2011年7月31日发布的〈FREELY TOMORROW〉音乐视频在六年间保持的记录「20天6小时4分钟」。
（此歌曲后来亦刷新了Vocaloid原创歌曲音乐视频在Niconico动画最快获得100万、200万和300万点击量的记录）
在此歌曲尚未开始销售的时候就已经在同年7月31日的Billboard Japan Hot 100排行榜上首次上榜，排名第8名。这也是历史上第一首进入此排行榜前十名的 Vocaloid原创歌曲。此后，歌曲的排名在榜单持续停留在榜单中不断上升和下降，随着初音未来 魔法未来活动的官方专辑和单曲的发行，歌曲一举上升到了榜首。由米津玄师本人担任主唱的〈砂之行星〉本家翻唱版本收录在2017年11月1日发行的专辑《BOOTLEG》中，并在同年11月13日的Billboard Japan Hot 100排行榜排行第25名。
此外，歌曲于2022年7月21日在Niconico动画上成为VOCALOID神话曲（1000万次观看） 这是历史上第11首（如果包括歌曲炉心融解在内，则是第12首）VOCALOID神话曲，也让米津玄师成为历史上第二位创作了两首VOCALOID神话曲的创作者。顺带一提，此歌曲成为VOCALOID神话的日期正巧是该音乐视频发布5周年的纪念日。

### 影响

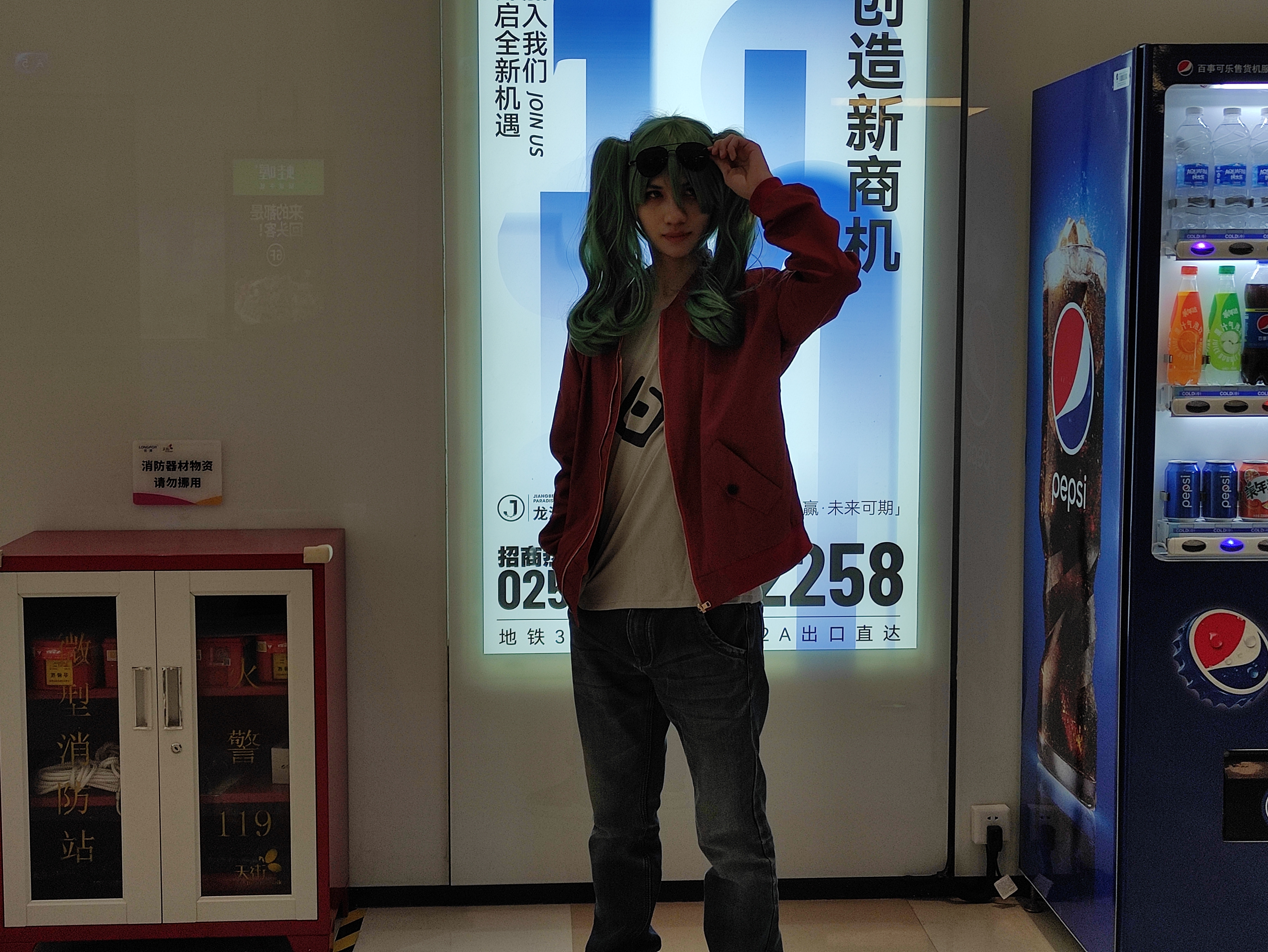
对〈砂之行星〉中初音未来的cosplay，摄于2022年南京WCAC漫展

如上所述，由于此歌曲的内容暗示了新一代创作者和视频网站人口减少，因此在公开后后立即引起了音乐相关人士，尤其是Vocaloid职人们的强烈反响。从那时起到现在（截至初音未来 魔法未来 2023）已经发行了很多歌曲可以根据风格推断出是〈砂之行星〉的"回应歌曲"。

## 相关
砂之行星 feat.初音未来
「初音未来 魔法未来2017」主题曲

## 脚注

### 注解
1. ↑  在这个音乐视频制作之前，米津玄师已经翻唱了曾经以Hachi的名义创作的歌曲《甜甜圈洞》与《沙上的食梦少女》。
2. ↑  第一位是创作者DECO*27
3. ↑  对歌曲内容做出呼应的其他歌曲